# Francis Ngannou
Francis Zavier Ngannou, född 5 september 1986 i Batié, är en kamerunsk MMA-utövare som sedan 2015 tävlade i organisationen Ultimate Fighting Championship och där han 27 mars 2021 blev världsmästare i tungvikt. I januari 2023 förnyar han inte sitt kontrakt och lämnar därför organisationen och lämnar därmed bältet vakant som idag hålls av Jon Jones

## Tävlingsfacit
| Resultat | Facit | Motståndare           | Metod                     | Evenemang                                | Datum             | Rond | Tid  | Plats                       | Notering               |
| -------- | ----- | --------------------- | ------------------------- | ---------------------------------------- | ----------------- | ---- | ---- | --------------------------- | ---------------------- |
| Vinst    | 1–0   | Rachid Benzina        | Submission (armbar)       | 100% Fight: Contenders 20                | 30 november 2013  | 1    | 1:44 | Paris, Frankrike            |                        |
| Förlust  | 1–1   | Zoumana Cisse         | Domslut (enhälligt)       | 100% Fight: Contenders 21                | 14 december 2013  | 2    | 5:00 | Paris, Frankrike            |                        |
| Vinst    | 2–1   | Bilal Tahtahi         | KO (slag)                 | 100% Fight 20: Comeback                  | 5 april 2014      | 1    | 3:58 | Levallois-Perret, Frankrike |                        |
| Vinst    | 3–1   | Nicolas Specq         | Submission (armtriangel)  | 100% Fight 20: Comeback                  | 5 april 2014      | 2    | 2:10 | Levallois-Perret, Frankrike |                        |
| Vinst    | 4–1   | Luc Ngeleka           | Submission                | SHC 10: Carvalho vs. Belo                | 20 september 2014 | 1    | -    | Genève, Schweiz             |                        |
| Vinst    | 5–1   | William Baldutti      | TKO (slag)                | KHK MMA National Tryouts: Finale 2015    | 28 maj 2015       | 2    | -    | Madinat 'Isa, Bahrain       |                        |
| Vinst    | 6–1   | Luis Henrique         | KO (slag)                 | UFC on Fox: dos Anjos vs. Cerrone 2      | 19 december 2015  | 2    | 2:53 | Orlando, FL, USA            |                        |
| Vinst    | 7–1   | Curtis Blaydes        | TKO (matchläkaren bryter) | UFC Fight Night: Rothwell vs. dos Santos | 10 april 2016     | 2    | 5:00 | Zagreb, Kroatien            |                        |
| Vinst    | 8–1   | Bojan Mihajlović      | TKO (slag)                | UFC on Fox: Holm vs. Shevchenko          | 23 juli 2016      | 1    | 1:34 | Chicago, IL, USA            |                        |
| Vinst    | 9–1   | Anthony Hamilton      | Submission (kimura)       | UFC Fight Night: Lewis vs. Abdurakhimov  | 9 december 2016   | 1    | 1:57 | Albany, NY, USA             |                        |
| Vinst    | 10–1  | Andrej Arloŭski       | TKO (slag)                | UFC on Fox: Shevchenko vs. Peña          | 28 januari 2017   | 1    | 1:32 | Denver, CO, USA             |                        |
| Vinst    | 11–1  | Alistair Overeem      | KO (slag)                 | UFC 218                                  | 2 december 2017   | 1    | 1:42 | Detroit, MI, USA            |                        |
| Förlust  | 11–2  | Stipe Miocic          | Domslut (enhälligt)       | UFC 220                                  | 20 januari 2018   | 5    | 5:00 | Boston, MA, USA             | Titelmatch i tungvikt. |
| Förlust  | 11–3  | Derrick Lewis         | Domslut (enhälligt)       | UFC 226                                  | 7 juli 2018       | 3    | 5:00 | Las Vegas, NV, USA          |                        |
| Vinst    | 12–3  | Curtis Blaydes        | TKO (slag)                | UFC Fight Night: Blaydes vs. Ngannou 2   | 24 november 2018  | 1    | 0:45 | Peking, Kina                |                        |
| Vinst    | 13–3  | Cain Velasquez        | KO (slag)                 | UFC on ESPN: Ngannou vs. Velasquez       | 17 februari 2019  | 1    | 0:26 | Phoenix, AZ, USA            |                        |
| Vinst    | 14–3  | Junior dos Santos     | TKO (slag)                | UFC on ESPN: Ngannou vs. dos Santos      | 29 juni 2019      | 1    | 1:11 | Minneapolis, MN, USA        |                        |
| Vinst    | 15–3  | Jairzinho Rozenstruik | KO (slag)                 | UFC 249                                  | 10 maj 2020       | 1    | 0:20 | Jacksonville, FL, USA       |                        |
| Vinst    | 16–3  | Stipe Miocic          | KO (slag)                 | UFC 260                                  | 27 mars 2021      | 2    | 0:52 | Las Vegas, NV, USA          | Titelmatch i tungvikt  |
| Vinst    | 17–3  | Ciryl Gane            | Domslut (enhälligt)       | UFC 270                                  | 22 januari 2022   | 5    | 5:00 | Anaheim, KA, USA            | Titelmatch i tungvikt  |